# 데르드러

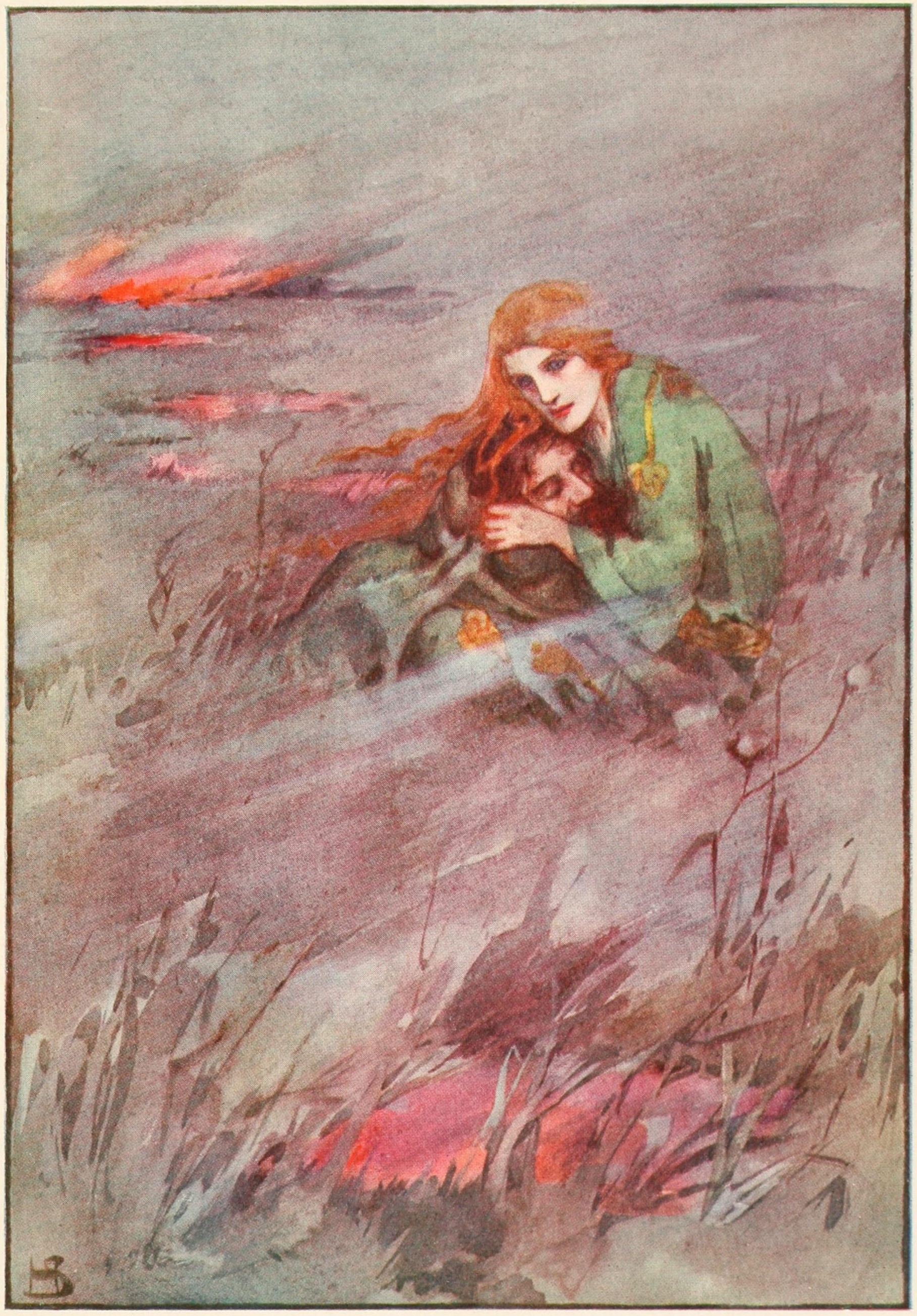

데르드러(아일랜드어: Deirdre [ˈdʲɛɾˠdʲɾʲə])는 아일랜드 신화에서 가장 잘 알려진 비극의 여주인공이다. 그녀의 이야기는 얼스터 대계의 일부이다.
데르드러는 궁정 이야기꾼 페들리미드 막 달의 딸이다. 그녀가 태어나기 전에 울라의 왕 콘코바르 막 네사의 궁정 드루이드 카흐바드가 페들리미드의 딸이 커서 매우 아름다운 여인이 될 것이나, 왕후장상들이 그녀를 놓고 전쟁을 벌일 것이며, 그녀로 인해 엄청난 양의 피가 흐르고, 울라의 가장 위대한 전사 세 명이 울라를 떠나 망명할 것이라고 예언했다. 이것을 들은 사람들은 페들리미드에게 아이가 태어나면 죽이라고 강요했으나 성장한 데르드러의 미모에 관한 예언을 들은 콘코바르는 욕정하여 자기가 아이를 키우려고 마음먹었다. 콘코바르는 데르드러가 태어나자 그녀를 가족들에게서 빼앗아 이멘마하의 레와르캄 노파에게 맡겼다. 데르드러를 사회와 격리시키고 그녀가 다 크면 아내로 취하려는 속셈이었다.

## 같이 보기
- 그라너
- 헬레네
- 트리스탄과 이졸데